# Eucoleus plumosus
Espèce
Eucoleus plumosus est une espèce de nématodes de la famille des Capillariidae, parasite de mammifères.

## Hôtes
Eucoleus plumosus parasite le tube digestif des rongeurs Rattus fuscipes, Rattus lutreolus et la Souris domestique (Mus domesticus), où il peut être trouvé dans l'intestin grêle.

## Répartition
L'espèce est connue de mammifères d'Australie.

## Taxinomie
L'espèce est décrite en 2006 par le parasitologiste australien David M. Spratt.